# Масев, Данчо
Данчо Масев (макед. Данчо Масев, 16 декабря 1983, СФРЮ) — македонский футболист, полузащитник.

## Клубная карьера
Начал профессиональную карьеру в клубе «Беласица» (Струмица), цвета которой защищал в течение 2000—2003 годов. В 2004 году перешёл в белградский «Рад», однако уже вскоре вернулся на родину, где с 2004 по 2005 годы выступал в «Вардаре».
В 2006 году переехал на Украину, где подписал контракт с запорожским «Металлургом». В составе «металлургов» дебютировал 12 марта 2006 года в проигранном (0:1) выездном поединке 21-го тура высшей лиги чемпионата Украины против симферопольськой «Таврии». Данчо вышел на поле в стартовом составе, а на 65-й минуте его заменил Ираклий Модебадзе. Однако закрепиться в составе запорожского клуба так и не сумел, в чемпионате Украины сыграл лишь 8 матчей (и два матча в первенстве дублёров).
С 2007 по 2010 годы выступал на родине, в клубах «Работнички», «Вардар» и «Горизонт». С 2010 по 2011 годы выступал в греческом клубе «Анагенниси» (сыграл всего 3 поединка). В 2011 году вернулся в клуб «Беласица», в составе которого в 2012 году и завершил карьеру футболиста.

## Карьера в сборной
20 ноября 2002 года дебютировал в футболке национальной сборной Македонии в товарищеском матче против Израиля. В течение карьеры в сборной, которая продолжалась до 2005 года, сыграл всего 5 матчей.